# Miss Rwanda 2016
Miss Rwanda 2016, 6e élection de Miss Rwanda, s'est déroulée le 27 février 2016 au Camp Kigali Grounds.
La gagnante, Jolly Mutesi, succède à Doriane Kundwa, Miss Rwanda 2015.

## Classement final
| Titre            | Candidates                                        |
| ---------------- | ------------------------------------------------- |
| Miss Rwanda 2016 | - Province de l'Ouest - Jolly Mutesi              |
| 1re dauphine     | - Kigali - Peace Ndaruhutse Kwizera               |
| 2e dauphine      | - Kigali - Vanessa Mpogazi                        |
| 3e dauphine      | - Province de l'Est - Marie d’Amour Uwase Rangira |
| 4e dauphine      | - Province du Nord - Sharifa Umuhoza              |

## Sélection nationale
Parmi les 25 demi-finalistes, seulement 15 candidates ont été sélectionnées pour concourir à la finale de Miss Rwanda. Leurs noms ont été révélés le 6 février 2016 au stade national Amahoro.

## Candidates
| Province représentée | Nom                         | Âge    | Taille | Élue le                   |
| -------------------- | --------------------------- | ------ | ------ | ------------------------- |
| Province du Nord     | Sheillah Mujyambere         | 20 ans | 1,75 m | 9 janvier 2016 à Musanze  |
| Province du Nord     | Sharifa Umuhoza             | 21 ans | 1,74 m | 9 janvier 2016 à Musanze  |
| Province du Nord     | Solange Uwamahoro           | 21 ans | 1,70 m | 9 janvier 2016 à Musanze  |
| Province de l'Ouest  | Balbine Mutoni              | 20 ans | 1,73 m | 9 janvier 2016 à Rubavu   |
| Province de l'Ouest  | Jolly Mutesi                | 19 ans | 1,75 m | 9 janvier 2016 à Rubavu   |
| Province du Sud      | Cynthia Umutoniwabo         | 20 ans | 1,73 m | 16 janvier 2016 à Huye    |
| Province du Sud      | Eduige Isimbi               | 18 ans | 1,70 m | 16 janvier 2016 à Huye    |
| Province du Sud      | Doreen Karake Umuhoza       | 22 ans | 1,72 m | 16 janvier 2016 à Huye    |
| Kigali               | Vanessa Mpogazi             | 21 ans | 1,82 m | 23 janvier 2016 à Kigali  |
| Kigali               | Jane Umutoni                | 20 ans | 1,73 m | 23 janvier 2016 à Kigali  |
| Kigali               | Peace Ndaruhutse Kwizera    | 20 ans | 1,77 m | 23 janvier 2016 à Kigali  |
| Province de l'Est    | Ariane Uwimana              | 20 ans | 1,75 m | 17 janvier 2016 à Kayonza |
| Province de l'Est    | Marie d'Amour Rangira Uwase | 19 ans | 1,76 m | 17 janvier 2016 à Kayonza |
| Province de l'Est    | Delyla Akili                | 20 ans | 1,74 m | 17 janvier 2016 à Kayonza |

## Déroulement de la cérémonie

### Prix attribués
| Prix                                | Nom                                |
| ----------------------------------- | ---------------------------------- |
| Miss Popularité (Miss Popularity)   | Province du Nord - Sharifa Umuhoza |
| Miss Sympathie (Miss Congeniality)  | Province de l'Est - Ariane Uwimana |
| Miss Héritage                       | Kigali - Jane Mutoni               |
| Miss Photogénique (Miss Photogenic) | Kigali - Peace Ndaruhutse Kwizera  |

## Observations